# Gondramaz
Gondramaz ist ein portugiesisches Dorf in der Gemeinde (Freguesia) von Vila Nova, im Kreis (Concelho) von Miranda do Corvo.

## Geografie
Das Dorf ist 9 km südlich von der Kreisstadt Miranda do Corvo, und etwa 30 km südöstlich von der Distrikthauptstadt Coimbra entfernt. Es liegt in etwa 600 m Höhe auf einer Erhebung der Serra da Lousã, einem Ausläufer des Iberischen Scheidegebirges.

## Kultur und Sehenswürdigkeiten
Es ist eines der traditionellen Schiefer-Dörfer der Region und gehört zur überregional beworbenen Route der Aldeias do Xisto. Jedoch ist es durch seine besonders abgelegene Position noch etwas weniger besucht, als die ohnehin nicht auf Massentourismus setzenden anderen Dörfer der Route. Neben Einheimischen sind Spanier die größte Besuchergruppe. Auf den Wegen in der umgebenden Natur sind GPS-Wandern, Mountainbike-Touren und Felsklettern beliebt, geführte Touren mit lokalen Guides sind möglich.
Im Ort bietet das teils in Fels gehauene, zeitgemäß restaurierte Haus Pátio do Xisto (dt.: Hinterhof des Schiefers) Übernachtungsmöglichkeiten im Rahmen des Turismo rural an, und funktioniert auch als Restaurant. Weitere Hotel- oder Restaurantbetriebe finden sich nur in umliegenden Orten.